# Vykáň
Vykáň è un comune della Repubblica Ceca che fa parte del distretto di Nymburk, in Boemia Centrale.